# Le Manoir (Eure)
Le Manoir è un comune francese di 1 226 abitanti situato nel dipartimento dell'Eure nella regione della Normandia.

## Società

### Evoluzione demografica
Abitanti censiti